# Медаль «За героизм» (Чехия)
Медаль «За героизм» — государственная награда Чешской Республики.

## История
Медаль «За заслуги» была учреждена в Чешской и Словацкой Федеративной Республике в 1990 году. После распада государства была восстановлена 9 июля 1994 года с прежним названием и в прежнем статуте в Чешской Республике.
Медаль присуждается президентом Чехии гражданам Чехии, гражданским лицам и военнослужащим, которые рискнули собственной жизнью ради спасения человеческой жизни, значительных материальных ценностей или проявили героизм в бою.
|  |  |  |